# Emil Ressel (Dichter)
Emil Ressel (* 20. November 1861 in Lusdorf an der Tafelfichte, Kaisertum Österreich; † 3. März 1926 in Böhmisch Leipa, Tschechoslowakei) war ein deutschböhmischer Lehrer, Dichter und Rezitator.

## Leben
Emil Ressel, geboren als Sohn eines Bauern, studierte nach dem Besuch der Volksschule in seinem Geburtsort und der Bürgerschule in Friedland in Böhmen an der Lehrerbildungsanstalt in Leitmeritz.
Ab 1882 war Ressel  als Lehrer in Heinersdorf an der Tafelfichte, in Bärnsdorf an der Tafelfichte und in Dittersbach tätig, dann in Teichstatt, in Niedergrund, in Nieder-Ehrenberg und in Kreibitz. 1897 hielt er einen Vortrag zum Thema Die Pflichten des deutschen Lehrers gegen seinen Volksstamm in der Hauptversammlung des deutschen Landeslehrervereins in Böhmen. 1902 wurde Ressel nach Warnsdorf versetzt und 1919 in Český Jiřetín pensioniert.

## Werke
- Liederstrauß aus Böhmens Norden. Gedicht, 1888.
- Theodor Körner und seine Zeit. Zur Feier des 100. Geburtstages des Dichters am 23. September 1891. Mit einem Weihgesange. 1891.
- Flammenzeichen. Freiheits- und Vaterlandsgesänge. Heinrich Pfeifer, Rumburg 1896.[6] [2. Aufl. 1897]
- Im Rauschen der Eichen. Sturm- und Trutzlieder. Pierson’scher Verlag, Dresden 1899.[7]
- Balders Blut. Tellstätten. Zwei Dichtungen., Heinrich Pfeifer, Rumburg 1900.[6]
- Deutsche Kämpfe. Walas Kunde. Dichtungen. Heinrich Pfeifer, Rumburg  1902.[8]
- Im Grauen der Nächte. Volksschauspiel. 1903.